# Хаджидер (лиман)
Хаджидер (рум. Lacul Hagider) — солоноводний лиман на території Білгород-Дністровського району Одеської області України. В лиман впадає річка Хаджидер и мала річка Глибока (впадає західніше села Безім'янка, довжина 24 км, площа водоскиду — 80,3 км²). Лиман відділений піщаною косою від лиману Алібей. Довжина лиману — 4 км, ширина — 2,5 км. На березі лиману Хаджидер розташовані села Лиман та Безім'янка.
Лиман виник при відділенні від моря гирла річки Хаджидер і в минулому складав з озером Алібей одне ціле. На березі Хаджидера поблизу села Лиман знайдені могильники Катакомбної культури.
Озеро входить до складу Національного природного парку «Тузловські лимани».

## Топонім→Гідронім→Лімнонім
«Долина Хаджи»
- Хаджи (тур. достойник, що зробив хадж до Мекки), Хадж (араб. حج, латиніз. hajj) — паломництво в ісламі
- Дере (тат. ущелина, долина)

Назви лиману Хаджидер, що знайдені на історичних картах різного часу:
- 1877 — рум. L. Hadji Der[2].